# Зеленкова, Анна Павловна
А́нна Па́вловна Зеленко́ва (бел. Га́нна Па́ўлаўна Зелянко́ва; 16 января 1923, Петроград — 15 февраля 2010, Минск) — белорусский хоровой дирижёр и педагог, доцент Белорусской государственной академии музыки. Заслуженный деятель искусств Республики Беларусь (1995).

## Педагогическая деятельность
В 1940 году поступила на театроведческий факультет Ленинградского театрального института, а в 1943 — в Ленинградскую государственную консерваторию (по классу профессора А. А. Егорова), которую и окончила в 1948 году. В 1949 приглашена на работу в Белорусскую государственную консерваторию.
За 55 лет работы на кафедре хорового дирижирования (с 1949 по 2004) А. П. Зеленкова подготовила многих известных хоровых исполнителей. Среди примерно 250 ее выпускников - художественный руководитель и главный дирижёр Народного хора имени Г. И. Цитовича народный артист Белорусской ССР М. П. Дриневский, главный хормейстер Белорусского театра оперы и балета А. П. Когадеев, заслуженный деятель культуры Республики Беларусь А.Лукомский, заслуженный деятель культуры Республики Беларусь Л. Н. Иконникова, заслуженный учитель Республики Беларусь Е. А. Полищук, художественный руководитель и главный дирижёр Государственного камерного хора Республики Беларусь Н. В. Михайлова и многие другие.

## Исполнительская деятельность
С 1950 по 1963 год А. П. Зеленкова была также художественным руководителем Хора белорусского радио. Под её руководством хор стал первым исполнителем многих произведений таких белорусских композиторов, как Н. Соколовский, В. Оловников, Ю. Семеняко, Г. Вагнер, Г. Пукст и др. Были записаны и многократно исполнены по радио оперы «Кветка шчасця» А. Туренкова, «Машэка» и «Марынка» Г. Пукста, «Кастусь Каліноўскі» Д. Лукаса, кантаты «Скромны і просты» Н. Аладова, «Дзень добры, Масква» А. Богатырева, а в 1962 году на грампластинке вышла кантата Н. Римского-Корсакова «Свитезянка».
В марте 1963 А. П. Зеленкова приняла деятельное участие в подготовке и исполнении в Минске 13-й симфонии Д. Шостаковича. Концерт вызвал значительный общественный резонанс.

## Награды и звания
- Медаль «За доблестный труд в Великой Отечественной войне 1941—1945 гг.» (1946)
- Орден Трудового Красного Знамени (1976)
- Специальная премия Президента Республики Беларусь «За вклад в воспитание творческой молодёжи» (1999)
- Заслуженный деятель искусств Республики Беларусь (1995)
- Почётная грамота Национального собрания Республики Беларусь (16 октября 2002 года) — за большой вклад в национальную культуру и активное участие в реализации социальной политики Республики Беларусь[3]

## Память
В Белорусской государственной академии музыки проводится конкурс хоровых дирижёров имени А. П. Зеленковой.